# انتخابات پارلمانی روسیه (۲۰۱۶)
انتخابات پارلمانی روسیه در ۱۸ سپتامبر ۲۰۱۶ در روسیه برگزار شد. تاریخ این انتخابات از ۴ دسامبر به این تاریخ عقب کشانده شده بود. ۴۵۰ کرسی دوما که مجلس سفلای مجمع فدرال روسیه به شمار می‌رود در این انتخابات به رقابت گذاشته شدند. حزب روسیه واحد پس از آن که در انتخابات ۲۰۱۱، ۴۹٫۳۲٪ از آرا برابر با ۲۳۸ کرسی (۵۳٪) دومای روسیه را به خود اختصاص داد در این انتخابات نیز توانست اکثریت قاطع را به دست آورد.
برای نخستین بار پس از پیوستن بحث‌برانگیز کریمه از اوکراین به روسیه، شهروندان کریمه توانستند در انتخابات روسیه شرکت کنند. اما اوکراین به شدت آن را محکوم کرد. ایالات متحده و فرانسه مشروعیت انتخابات در کریمه را تأیید نکردند. در روز انتخابات گزارش‌هایی مبنی بر درگیری بین ملی‌گرایان اوکراینی و پلیس در نزدیکی محل‌های رأی‌گیری برای شهروندان روس‌تبار در شهرهای کیف و اودسا گزارش شد.

## نتایج
حزب روسیه واحد بیشترین کرسی‌های پارلمانی را به دست آورد. این وضع آن‌ها را مجاز به تغییر قانون اساسی بدون دخالت سایر احزاب می‌کند. با این حال گزارش‌ها حاکی از آن بود که این اکثریت با وجود مشارکت کم مردم در انتخابات به دست آمد. همچنین گزارش‌هایی مبنی بر برخی اعمال غیرقانونی در برگزاری انتخابات به دست آمد. با این وجود دولت اعلام کرد هیچ شواهدی مبنی بر وجود یک تقلب سازمان‌یافته در انتخابات وجود ندارد.

ترکیب کرسی‌ها پیش از انتخابات: روسیه عادل-۶۴، کمونیست‌ها-۹۲، روسیه واحد-۲۳۸، لیبرال دموکرات-۵۶

ترکیب کرسی‌ها پس از انتخابات ۲۰۱۶: روسیه واحد-۳۴۳، کمونیست‌ها-۴۲، لیبرال دموکرات-۳۹، روسیه عادل-۲۳، رودینا-۱، مستقل-۱